# Le notti di Satana
Le notti di Satana (La marca del Hombre Lobo) è un film del 1968 diretto da Enrique L. Eguiluz.
Film horror girato in 3-D, è il primo di una lunga serie di pellicole sul conte licantropo Waldemar Daninsky, interpretato da Paul Naschy.

## Trama
Una coppia di zingari ubriachi trascorre la notte nel castello abbandonato dei Wolfstein ed accidentalmente resuscita il licantropo Imre Wolfstein rimuovendo la croce d'argento dal suo cadavere. Una volta risorto, il mostro uccide la coppia e poi semina il panico nel vicino villaggio. Gli abitanti del villaggio attribuiscono l'attacco ai lupi comuni e formano una squadra di caccia per uccidere gli animali. Durante la battuta di caccia, il conte Waldemar Daninsky viene attaccato da Imre Wolfstein e trasformato in un licantropo. Dopo aver ucciso vittime innocenti nel mezzo della sua trasformazione, l'uomo cerca aiuto dagli specialisti, il dottor Janos de Mikhelov e sua moglie, che si rivelano essere due vampiri. I due vampiri resuscitano il primo lupo mannaro, Imre, e costringono i due lupi mannari a combattere l'uno contro l'altro. Waldemar uccide Imre Wolfstein con le sue zanne e poi elimina i due vampiri, per poi essere ucciso a sua volta da un proiettile sparato da Janice, la donna che lo amava.

## Produzione
Paul Naschy era il nome d'arte del compianto sceneggiatore e attore spagnolo Jacinto Molina. I distributori tedeschi del film sentivano che Molina aveva bisogno di uno pseudonimo dal suono più teutonico. "Paul" era un omaggio al Papa all'epoca, Paolo VI, e "Naschy" è stato ispirato da un noto atleta olimpico ungherese, Imre Nagy. Le notti di Satana fu il primo di una lunga serie di film sui lupi mannari che avrebbero reso famoso Paul Naschy in tutto il mondo.
Naschy ebbe l'idea di girare un film horror spagnolo nel 1967, mentre stava lavorando al film Agonizing in Crime. Comunicò l'idea al regista di quel film, Enrique Eguiluz, che inizialmente ha cercato di dissuaderlo dal farlo. Naschy ha cercato di interessare il regista spagnolo Amando de Ossorio al progetto, ma anch'egli ha cercato di dissuaderlo. Alla fine, Eguiluz cambiò idea ed aiutò Naschy a trovare un produttore cinematografico spagnolo interessato.
L'intenzione originale era quella di ambientare la storia in Spagna e parlare di un licantropo galiziano o asturiano, ma la censura spagnola dell'epoca non avrebbe permesso che una tale storia fosse ambientata in Spagna, o che un personaggio del genere fosse uno spagnolo, quindi il film è stato ambientato in un paese teutonico ed è stato creato un licantropo polacco.
Per il ruolo di Waldemar Daninsky era stato inizialmente pensato Lon Chaney Jr., ma quando questi rifiutò la parte Paul Naschy fu costretto ad interpretare il personaggio egli stesso.
Le notti di Satana è stato girato nel formato Hi-Fi Stereo 70 3-D di Jan Jacobsen. Quando Sherman lo ha saputo, è stato convinto da altri investitori ad assumere il maestro Linwood Dunn per gli effetti ottici per creare stampe a striscia singola, 35 mm sopra e sotto per uscita americana. Secondo quanto riferito, i risultati finali sono stati belli da vedere quando proiettati attraverso obiettivi 3D di alta qualità (come quelli creati da Robert V. Bernier per Space-Vision). Ma una première di Hollywood costellata di celebrità è stata completamente annullata quando i colleghi investitori di Sherman hanno fornito lenti acriliche scadenti per i proiettori. Quindi è stato mostrato solo in 70mm 3-D in Germania.

## Distribuzione
Negli Stati Uniti, il film uscì col titolo Frankenstein's Bloody Terror, al solo scopo di soddisfare la necessità del distributore americano di un secondo "Frankenstein film" per completare una prevista uscita in doppia proiezione. Per giustificare questa strana scelta del titolo, venne appositamente creata una sequenza di apertura animata che spiegava che un ramo della famiglia Frankenstein fu maledetto dalla licantropia e prese il nome di Wolfstein. Ai 400 cinema in questione  era stato promesso un doppio lungometraggio di Frankenstein e Sherman era determinato a dargliene uno. Entrambi i film girarono così insieme nel 1974 nei cinema americani.

## Sequel
- Las noches del Hombre Lobo (1968)
- Operazione terrore (Los monstruos del terror) (1970)
- La furia del Hombre Lobo (1972)
- Le messe nere della contessa Dracula (La noche de Walpurgis) (1971)
- Doctor Jekyll y el Hombre Lobo (1972)
- El retorno de Walpurgis (1973)
- Il licantropo e lo yeti (La maldición de la bestia) (1975)
- El retorno del Hombre Lobo (1981)
- La bestia y la espada mágica (1983)
- El aullido del diablo (1988)
- Licántropo: El asesino de la luna llena (1997)
- Tomb of the Werewolf (2004) - Uscito in home video